# 懷特克里克 (紐約州)
懷特克里克（英語：White Creek）是一個位於美國紐約州華盛頓縣的鎮。

## 人口
根據2020年美國人口普查的數據，懷特克里克的面積為124.26平方千米，當中陸地面積為124.12平方千米，而水域面積為0.14平方千米。當地共有人口3275人，而人口密度為每平方千米26人。